# Karel van Mander
Karel van Mander (také Carel; květen 1548, Meulebeke – 2. září 1606, Amsterdam) byl nizozemský malíř narozený na území dnešní Belgie (tehdy Španělské Nizozemsko). Přinesl patrně do severní Evropy italský manýrismus a sepsal cenný slovník malířů až do své doby. Byl též spisovatelem a překladatelem, psal divadelní hry, básně i písně.

## Život
Malířství se vyučil u Lukáše de Heere v Gentu. Poté, v letech 1573–1577, působil v Itálii, ve Florencii a v Římě. Pak se přes Vídeň vrátil do vlasti, ale jako mennonita (novokřtěnec) musel z katolické oblasti roku 1583 odejít do holandského Haarlemu, kde spolu s Hendrikem Goltziusem a Corneliem Corneliszem založili malířskou školu. Mander své početné žáky, mezi nimiž byl i Frans Hals, seznamoval s italským manýrismem, který se možná i touto cestou dostal ke dvoru Rudolfa II. v Praze. Od roku 1604 žil Mander v Amsterdamu.
Většina jeho obrazů je dnes uložena v Říšském amsterdamském muzeu (Rijksmuseum Amsterdam). Národní galerie v Praze vlastní jeho obraz Klanění pastýřů z roku 1596 a na zámku v Duchcově se nalézá obraz Amor omnibus idem.
Jeho nejoceňovanějším dílem je ovšem kniha Het schilder-boeck (Malířská kniha), inspirovaná „Životy umělců“ Giorgio Vasariho a vydaná roku 1604. Pro dějiny umění má význam především část Het leven der doorluchtige Nederlandsche en Hoogduitsche schilders (Životopisy slavných nizozemských a hornoněmeckých malířů), která je dodnes důležitým pramenem pro studium starého nizozemského a německého malířství. Van Mander svůj výklad začíná u bratrů van Eyckových a celkem předkládá 175 portrétů holandských, vlámských a německých malířů z 15. a 16. století. G. A. Bredero připojil k vydání Schilder-boecku z roku 1618 i biografii van Manderovu.
Většina jeho divadelních her jsou biblické tragédie (Dat hooge Liedt Salomo, Olijfbergh ofte Poema van den laetsten Dagh, Bethlehem d. i. Broothnys inhoudende den Kersnacht en de Klaeglieden Jeremiae, Schriftuerlijcke Liedekens aj.) Psal také nábožné písně a překládal (z francouzštiny) antické klasiky, například Vergilovy básně Bucolica a Georgica, prvních 12 knih Iliady a knihu Proměny Publia Ovidia Naso.

## Galerie

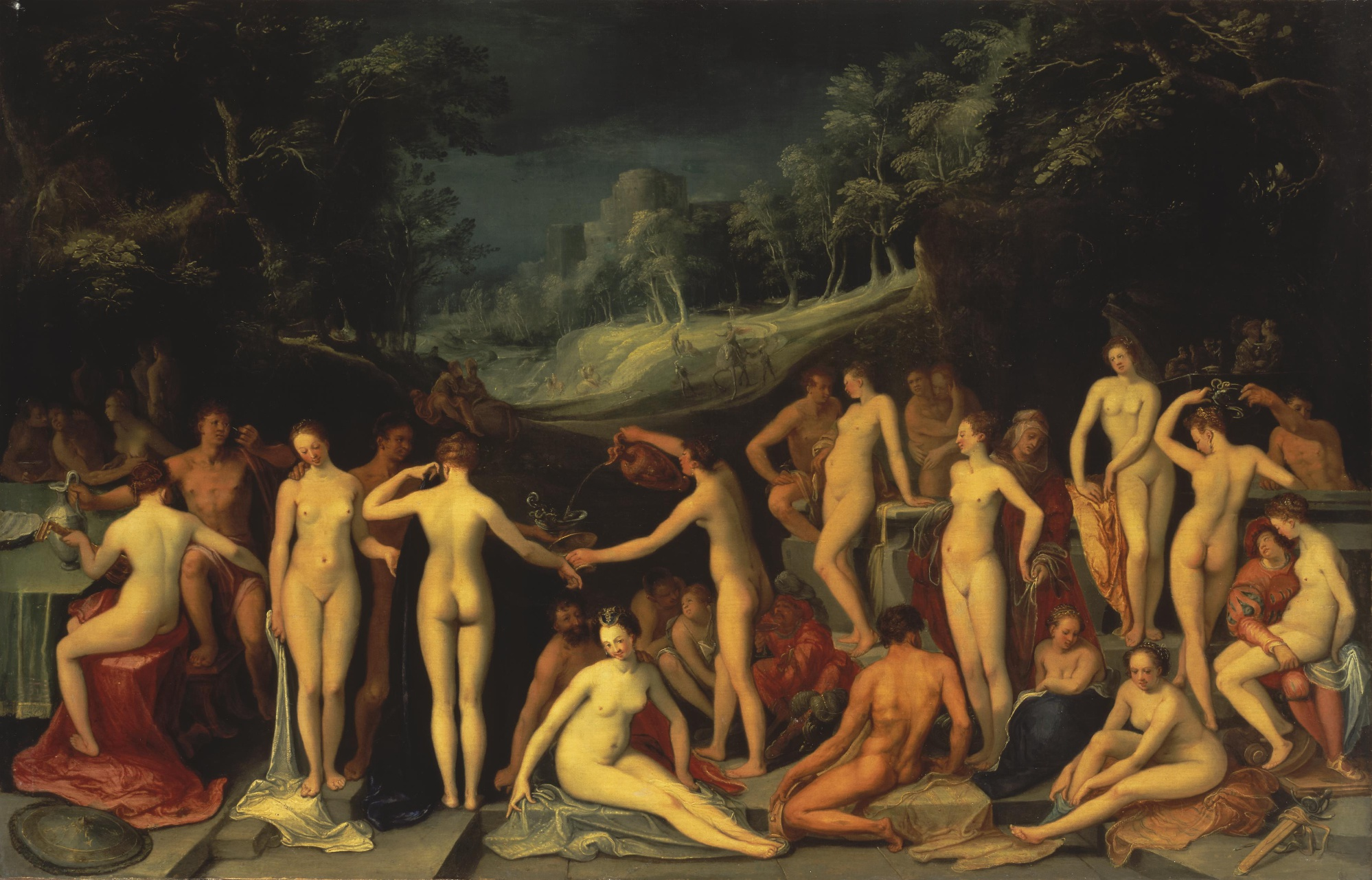
Zahrada lásky (1602)
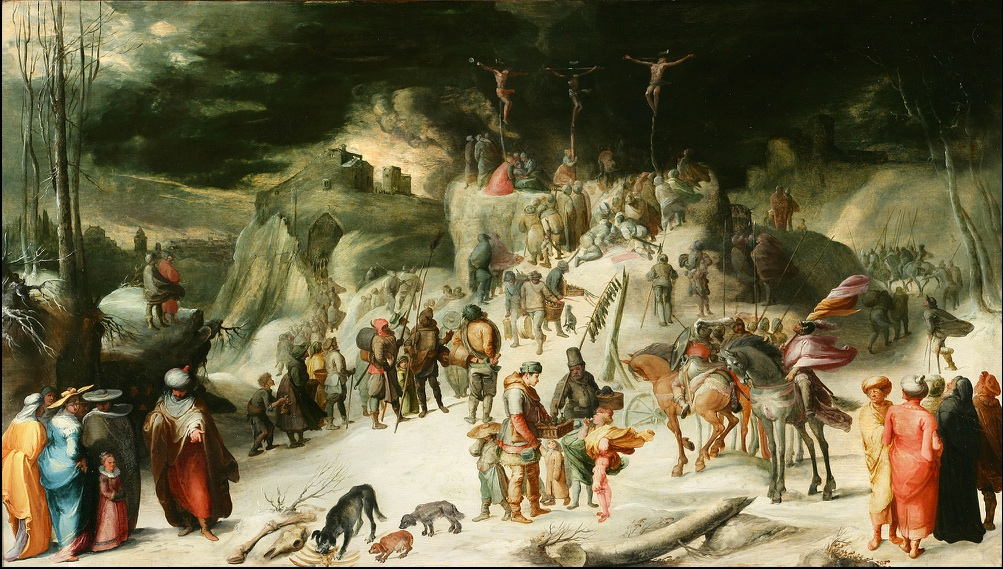
Krajina se sněhem a ukřižováním (1599)
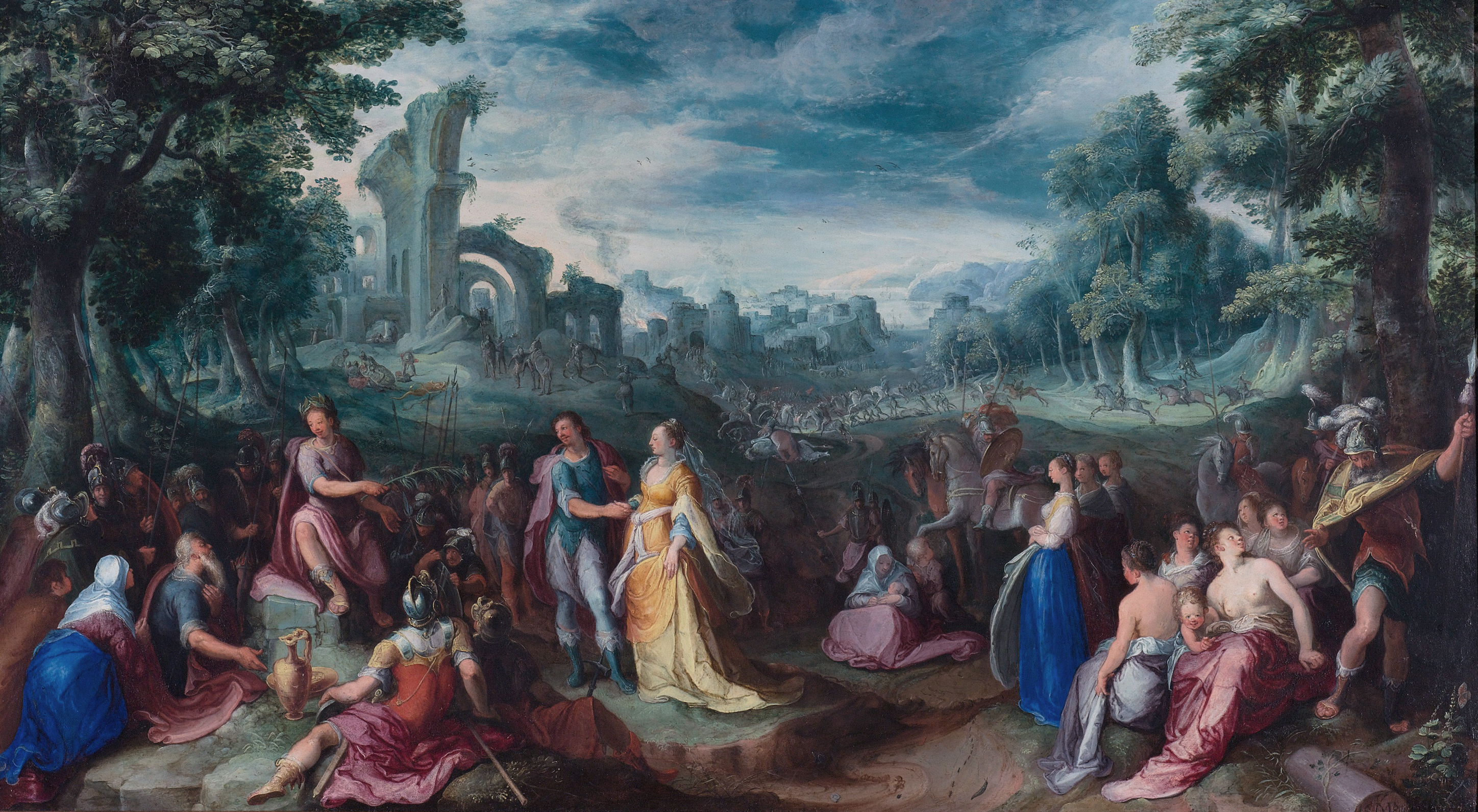
Scipiova zdrženlivost (1600)
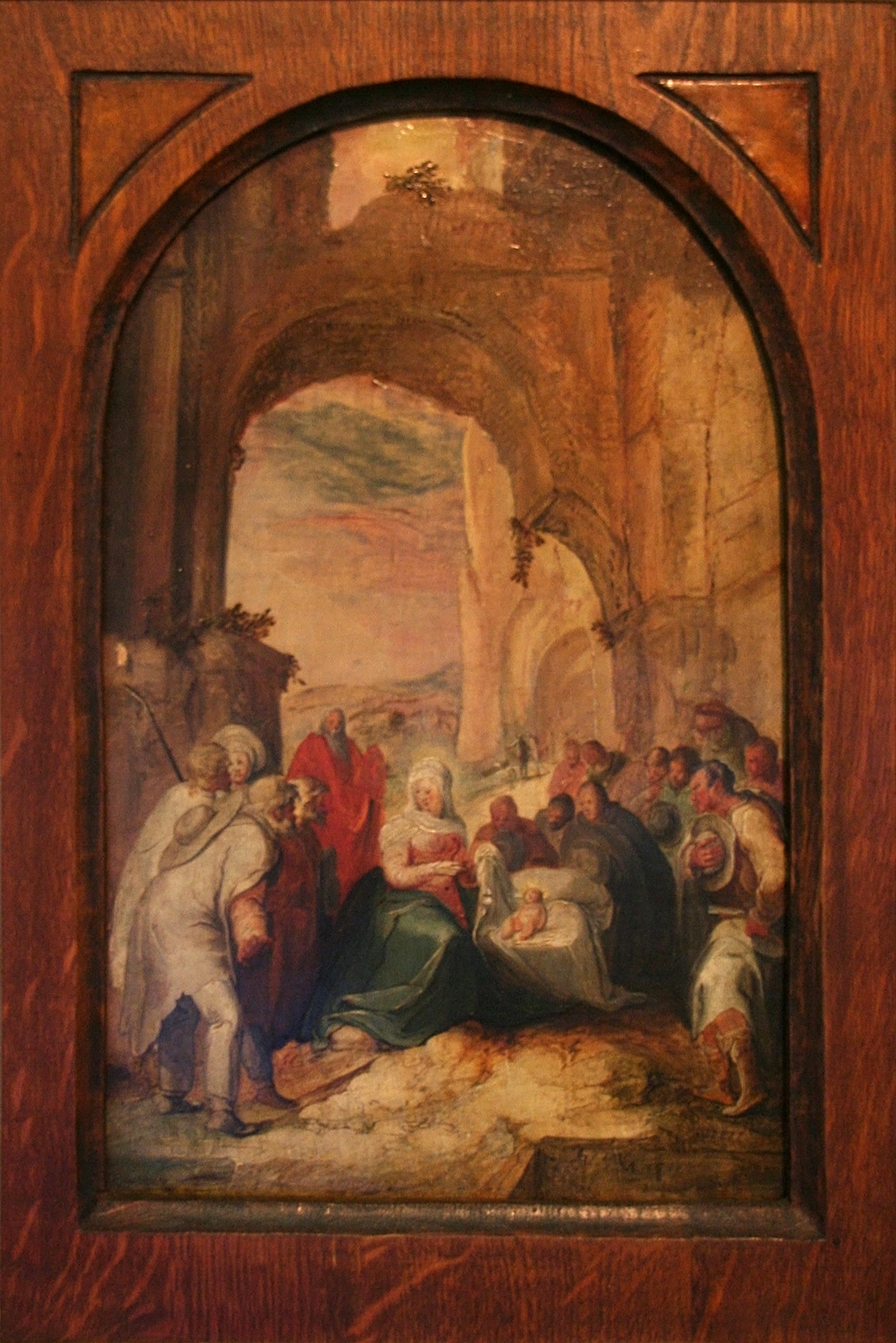
Klanění pastýřů (1596)